# Pseudosasa
Pseudosasa o Yadakeya són del gènere de la família de les Poàcies i de la subfamília dels bambusoides.
Aquestes espècies són plantes petites a mitjanes, generalment amb una branca en un node. El seu nom prové de la seva semblança amb el gènere Sasa. Les espècies són natives de la Xina, Japó, Corea i Vietnam, amb algunes espècies poc naturalitzades en altres regions (Europa occidental, Àfrica del Nord, Amèrica del Nord, Nova Zelanda, etc.

## Taxonomia
Espècies.
- Pseudosasa amabilis o Canya de Tonkin
- Pseudosasa cantori
- Pseudosasa japonica o bambú fletxa
- Pseudosasa longiligula
- Pseudosasa owatarii
- Pseudosasa usawai
- Pseudosasa viridula